# Vlčany
Vlčany es un municipio del distrito de Šaľa en la región de Nitra, Eslovaquia, con una población estimada a final del año 2024 de 3131 habitantes.
Se encuentra ubicado al oeste de la región, cerca del río Váh (cuenca hidrográfica del Danubio) y de la frontera con la región de Trnava.

## Demografía
| Año        | 1994 | 2004    | 2014    | 2024    |
| ---------- | ---- | ------- | ------- | ------- |
| Población  | 3384 | 3443    | 3286    | 3131    |
| Diferencia |      | +1,74 % | −4,55 % | −4,71 % |

| Año        | 2023 | 2024    |
| ---------- | ---- | ------- |
| Población  | 3139 | 3131    |
| Diferencia |      | −0,25 % |